# 番茄醬

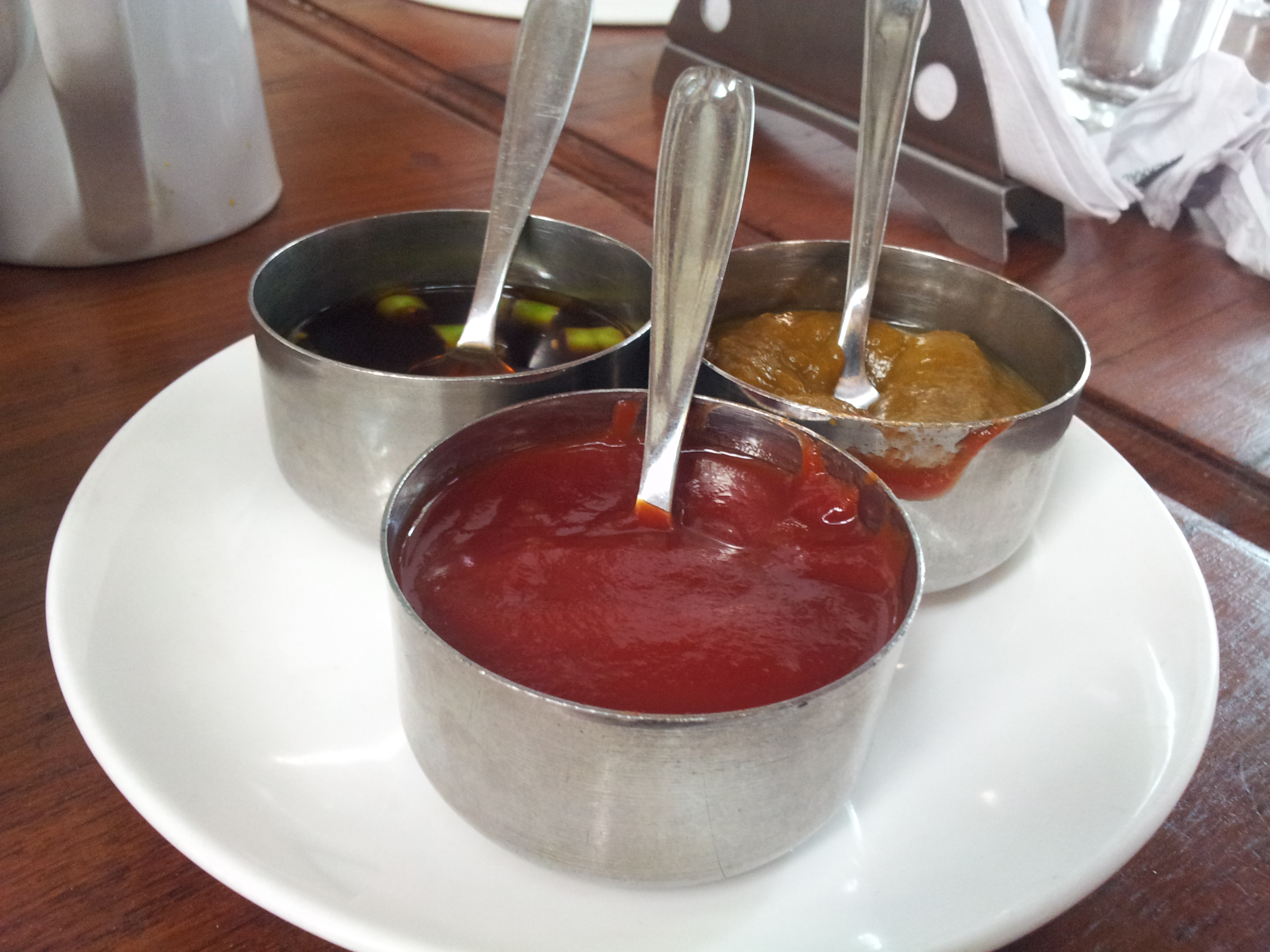
裝在金属器皿中的番茄醬

番茄醬，是一种用番茄制作的调味品，味道酸、甜、鹹。现代番茄醬的基本原料是番茄、醋、糖、盐、众香子、丁香，肉桂、洋葱、芹菜，其它蔬菜油也常被加入。

## 历史
番茄醬的製作食譜最早由美國費城科學家兼園藝種植家（James Mease）在1812年發表。番茄醬的英文名（Ketchup）的來源有多種說法，其中一個說法稱源自魚露或醬油，如中國南方有一種發酵海鮮汁，閩南語稱為「膎汁」（發音：kê-chiap），在東南亞也有類似的發酵海鮮汁，魚露在馬來語稱為（Fish Kecap），而（Kecap）則是指醬油，但當時這類亞洲醬汁都沒有加入番茄，這類調味品約於17世紀經印尼爪哇由殖民者傳到英國，成為英語的（Ketchup），但英國人並沒有使用大豆或魚蝦釀造（Ketchup），而是使用蘑菇、蛋白及鹽製成，後來又有核桃的版本。番茄原產於美洲，但因為到美洲建立殖民地的歐洲人最初認為番茄有毒，到18世紀才開始作為食物，而以番茄作為最主要成分的（Ketchup）首先由美國人在19世紀初做出來，當時英語稱為（Tomato ketchup），亦即中文的番茄醬，當時英語不是單叫做（Ketchup），因為這時的（Ketchup）不一定是指番茄醬，後來主要使用番茄製作的（Tomato ketchup）越來越流行，故此後來英語的（Ketchup）直接指番茄醬，而其他種類的（Ketchup），如英國發明以蘑菇作為主要成分的（Ketchup）則要冠上主要成分如（Mushroom ketchup）來區分。雖然有很多粵語人士認為Ketchup一詞是來自「茄汁」的粵語發音（粵拼：ke2 zap1），但此說法並不準確。
最初的番茄醬很容易變壞，種植番茄的美國農民以家庭式製作就近販賣，後來為了賣到遠離產地的城市，便加入防腐劑。現代工業生產的番茄醬配方是20世纪初出現的，原因是关于防腐劑苯甲酸钠的讨论。美国食品与药物管理局之父哈维·维利对苯甲酸的安全性提出怀疑。因此企业家们，尤其是亨利·約翰·亨氏（亨氏食品公司創辦人）开始寻找可以用来取代苯甲酸钠的配方。
此前的番茄醬都非常稀，其原因是使用果胶含量較少的未成熟番茄。当时的番茄醬裡含有的醋也比今天的少。通过挑选成熟的番茄作为原料，番茄醬中不必使用苯甲酸，而其味道不比早期的番茄醬差。一些专家认为这原料上的改变不但去除了苯甲酸的使用，而且还使其味道的变化，而正是这味道的变化使得它成为今天广为使用的调味品。
此前的番茄醬有两种味道：苦味和咸味。但是改用成熟的番茄和加入更多的番茄果肉后番茄酱也获得了鲜味。通过添加更多的醋它还获得了酸味和辣味。不用苯甲酸后它的甜味加倍。这五种味道的调和使得番茄醬变得非常美味。
过去番茄酱是使用新鲜的番茄制作的。番茄收割后通过真空蒸发变成了一种非常粘稠的番茄膏。这种番茄膏可以在室温下保存良久，这样使用它可以整年制作番茄醬。
过去的番茄醬一般装在玻璃瓶裡，玻璃瓶可以有效地保护番茄醬不乾燥和不被氧化，但是由于番茄醬比较粘稠，它不容易从玻璃瓶裡倒出来。新引入的聚乙烯瓶让人可以轻易挤出番茄醬。今天大多数番茄醬是装在聚乙烯瓶中的。

## 营养
以下为番茄醬与新鲜的成熟番茄以及莎莎醬的营养之间的比较，数据來自美国农业部。
| 营养（每100g） | 番茄醬          | 低鈉番茄醬      | 番茄          | 莎莎酱         |
| -------------- | --------------- | --------------- | ------------- | -------------- |
| 热量           | 100 kcal 419 kJ | 104 kcal 435 kJ | 18 kcal 75 kJ | 36 kcal 150 kJ |
| 水             | 68.33 g         | 66.58 g         | 94.50 g       | 89.70 g        |
| 蛋白质         | 1.74 g          | 1.52 g          | 0.88 g        | 1.50 g         |
| 脂类           | 0.49 g          | 0.36 g          | 0.20 g        | 0.20 g         |
| 碳水化合物     | 25.78 g         | 27.28g          | 3.92 g        | 7.00 g         |
| 钠             | 1110 mg         | 20 mg           | 5 mg          | 430 mg         |
| 维生素C        | 15.1 mg         | 15.1 mg         | 12.7 mg       | 4 mg           |
| 番茄红素       | 17.0 mg         | 19.0 mg         | 2.6 mg        | n/a            |

## 其他用途
番茄醬中含有鐵離子，應用氧化還原原理，可以用來除鐵鏽。

## 類似食物
- 番茄醬（ketchup）：調味料或沾醬，加了醋、糖、鹽、香料，通常是很一致的黏稠液體，有時不用番茄製作，常用來沾薯條或加在日式蛋包飯上面，
- 番茄糊（paste）：烹飪食材，純番茄製作，最濃稠。
- 纯番茄汁（purée）：烹飪食材，純番茄製作，較稀。
- 番茄沙司（sauce）：煮好的醬汁，以番茄為基底，加了其他蔬菜、鹽等材料，常帶有固體，用在義大利麵等食物，包括義大利式蕃茄醬、番茄肉醬。

## 外部連結
维基共享资源上的相關多媒體資源：番茄醬